# Gazeta de Barcelona

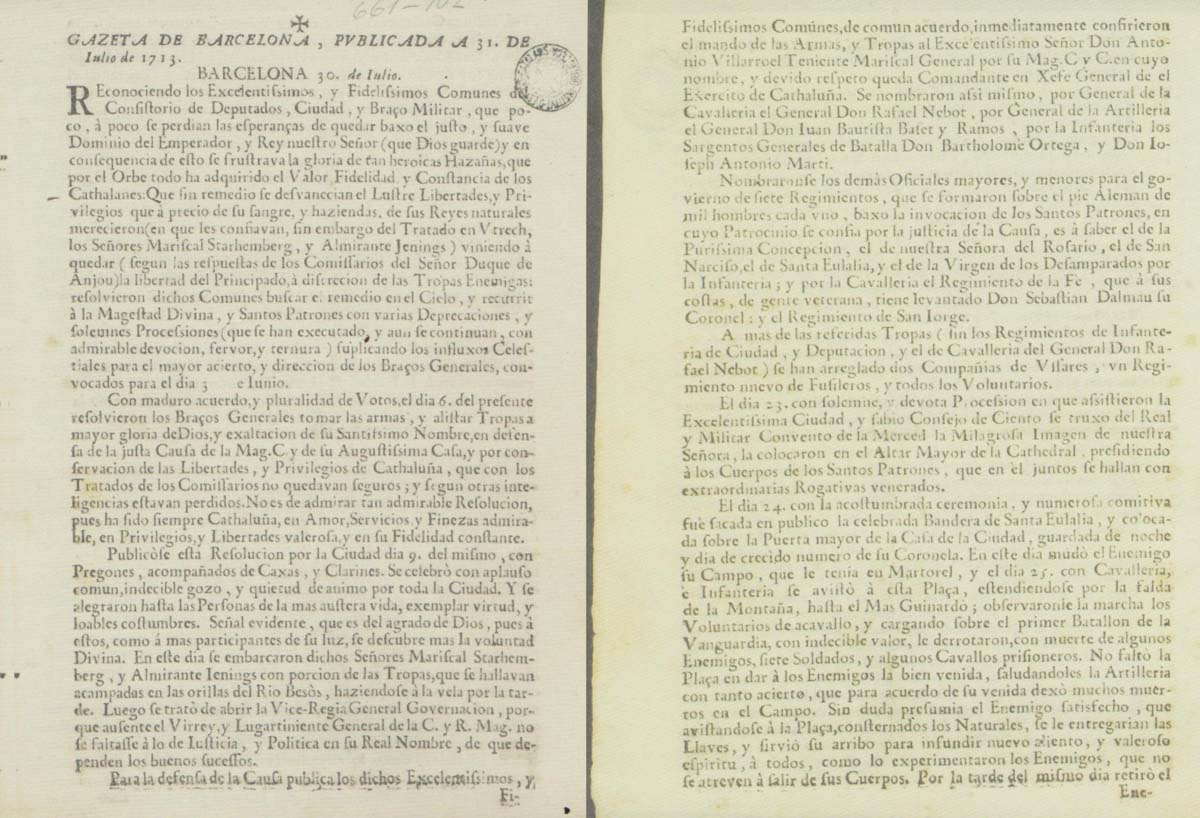
Ejemplar de 1713 de la Gazeta de Barcelona

La Gazeta de Barcelona fue un periódico semanal publicado en Barcelona desde mediados del siglo XVII hasta principios del siglo XIX. Aparecido en 1641, durante la Guerra de Cataluña, hasta 1642 se publicó en catalán. Posteriormente se escribió en castellano, con muy esporádicas aportaciones en catalán. Hacia 1695 empezó a ser editado por el impresor Rafael Figueró y Jolís y tras la toma austracista de Barcelona este recibió patente oficial de Carlos de Austria como periódico del régimen. 
Tras la evacuación austracista de 1713 los consellers de Barcelona le renovaron la concesión e informó del sitio de Barcelona hasta agosto de 1714 cuando la imprenta quedó destruida tras un bombardeo. Tras la guerra obtuvo la edición el borbónico José Teixidor quien la tituló Noticias de Diferentes Partes Venidas a Barcelona. A partir de 1750 recuperó el título de Gazeta y desde 1763 la editó Tomás Piferrer y sus descendientes. A principios del siglo XIX pasó a publicarse dos veces por semanas pero desapareció debido a la guerra de la Independencia Española.